# Ніл Робертсон
Ні́л Ро́бертсон (англ. Neil Robertson; нар. 11 лютого 1982 року) — австралійський професійний гравець у снукер.
Чемпіон світу 2010 року, на 15 січня 2023 року є переможцем 23 рейтингових турнірів і автором більше 950 сотенних серій із яких 5 є максимальними (147 очок).

## Віхи кар'єри
2003 рік. Стає чемпіоном світу серед молоді віком до 21 року.
2006 рік. Виграє свій перший рейтинговий титул, перемігши 9-5 Джеймі Коупа у фіналі Гран-прі.
2010 рік. Став лише третім небританцем, який виграв титул чемпіона світу, перемігши у фіналі Грема Дотта з рахунком 18-13. Перемагає на 5-1 Ронні О'Салівана у фіналі World Open і займає перше місце у світовому рейтингу.
2012 рік. Виграє Masters, перемігши у фіналі Шона Мерфі з рахунком 10-6.
2013 рік. Здобуває завершальний титул Потрійної Корони, вигравши Чемпіонат Великої Британії, перемігши Марка Селбі з рахунком 10-7 у фіналі. Він єдиний небританець, який отримав Потрійну корону.
2014 рік. Став першим гравцем, який зробив 100 сенчурі-брейків за один сезон (103).
2015 рік. Вдруге виграє чемпіонат Великої Британії (у фіналі переміг Ляна Веньбо 10-5) та робить брейк 147 очок під час переможного матчу.
2017 рік. Виграв Scotish Open у Глазго, у напруженому фіналі переграв Цао Юпена 9-8.
2019 рік. Перемога 9-7 у фіналі Welsh Open над Стюартом Бінгемом дає йому 15-й рейтинговий титул. Перемагає на Відкритому чемпіонаті Китаю, обігравши Джека Лісовскі у фіналі з рахунком 11-4 і вперше виграє три рейтингові титули за сезон. Перемагає в турнірі Чемпіон чемпіонів, перемігши Джадда Трампа з рахунком 10-9 в епічному фіналі.
2020 рік. Виграє European Masters, обігравши у фіналі Чжоу Юйлуна з рахунком 9-0. Це перша суха перемога в рейтинговому фіналі з двох сесій з 1989 року. Через два тижні Робертсон виграє World Grand Prix, перемігши Грема Дотта з рахунком 10-8. Виграє Чемпіонат Великої Британії втретє, перемігши Джадда Трампа з рахунком 10-9 в одному з найдраматичніших фіналів усіх часів.
2021 рік. Виграє Tour Championship, перемігши у фіналі Ронні О’Саллівана з рахунком 10-4. Це дало йому 20-й рейтинговий титулів. Переміг Джона Гіггінса з рахунком 9-8 у драматичному фіналі English Open.
2022 рік. Вдруге виграє турнір Masters, перемігши у фіналі Баррі Гокінса з рахунком 10-4. Перемагає того самого суперника 10-5 у фіналі Players Championship. Здобуває надзвичайну перемогу 10-9 над Джоном Гіггінсом в фіналі Tour Championship, програючи по ходу матчу 4-9. Стає восьмим гравцем, який зробив брейк 147 у Крусіблі під час своєї поразки у другому раунді проти Джека Лісовскі на Чемпіонаті світу. Виграє новий турнір World Mixed Doubles змішаному парному розряді світу разом із Mink Nutcharut.
2024 рік. Виграє English Open, у фіналі здолав Wu Yize з рахунком 9-7.
2025 рік. Перемагає на World Open, розгромивши в фіналі Стюарта Бінгема 10-0. Здобуває найбільший чек у кар'єрі (500 тис. фунтів) під час виграшу престижного Saudi Arabia Masters, у фіналі переграв Ронні О'Салівана 10-9.

## Особисте життя
Робертсон народився в Мельбурні в родині Яна Робертсона та Елісон Хантер, які є громадянами Великої Британії. У нього є молодший брат, Марк Робертсон, колишній любитель снукеру, а нині професійний гравець у пул.
Зараз Ніл Робертсон мешкає у Кембриджі (Англія). У нього двоє дітей від його норвезької дружини Мілле Ф’єллдал. Син Олександр народився 12 травня 2010 року, а донька Пенелопа народилася 16 березня 2019 року.
Робертсон є веганом з 2014 року. Він почав дотримуватися рослинної дієти, дотримуючись порад свого колеги зі снукеру Пітера Ебдона, а також свого захоплення веганським спортсменом Карлом Льюїсом.
Робертсон є другом колишнього англійського футболіста Джона Террі та є завзятим прихильником ФК «Челсі».